# Jérémy Toulalan
Jérémy Toulalan, né le 10 septembre 1983 à Nantes (Loire-Atlantique, France), est un ancien footballeur international français qui évoluait au poste de milieu de terrain.

## Carrière

### En club

#### FC Nantes (2001-2006)
Jérémy Toulalan a commencé à jouer au football dans le club Saint-Pierre de Nantes de six à dix ans. Son père devient même entraineur de la Saint-Pierre. En 1993, il intègre les pupilles du FC Nantes et remporte la Coupe de la Ligue des moins de 14 ans avec la sélection Atlantique au poste d'attaquant, avant d'intégrer le centre de formation en 2001, à 17 ans.
Formé au poste de numéro 10 placé juste derrière les attaquants, il effectue sa première saison professionnelle avec les Canaris lors de la saison 2001-2002 durant laquelle il ne joue qu'un seul match de championnat (contre Rennes) et un match de ligue des champions (contre le Bayern Munich).
Replacé par la suite au poste de milieu défensif, il devient incontournable durant la saison 2004-2005 et devient progressivement une valeur sûre du championnat de Ligue 1. Il marque cette même année son seul but en Ligue 1 pour le Football Club de Nantes, d'une jolie action individuelle face au Racing Club de Strasbourg. À l'issue de cette saison 2004-2005, il est élu meilleur espoir de la Ligue 1. Il est très convoité lors de l'intersaison 2005 et notamment par l'Olympique lyonnais, le Bayern Munich, Arsenal et Glasgow Rangers mais il est finalement déclaré « intransférable » par le Football Club de Nantes.
La saison 2005-2006 lui permet de confirmer l'étendue de son talent. Récupérateur efficace mais aussi premier relanceur de qualité, sa vision du jeu et sa capacité à sentir les coups aussi bien défensifs qu'offensifs font de lui l'un des meilleurs joueurs à son poste.

#### Olympique lyonnais (2006-2011)
En mai 2006, il signe un contrat de quatre ans avec l'Olympique lyonnais, alors quintuple champion de France. L'indemnité de transfert s'élève à 7,5 millions d'euros.
Dans un premier temps acheté en tant que doublure de Mahamadou Diarra, il se voit projeté au-devant de la scène à la suite du départ de celui-ci pour le Real Madrid. L'ex-Nantais enchaîne les performances de haut niveau et devient indiscutable dans l'entre-jeux lyonnais dirigé par Gérard Houllier. Il devient l'un des piliers de l'Olympique lyonnais, et désigné capitaine par l'entraîneur Alain Perrin lors des absences des autres cadres comme Cris, Juninho ou encore Govou. 
Peu de temps après son transfert à l'Olympique lyonnais, Toulalan se voit convoqué par Raymond Domenech pour participer à un match contre la Bosnie, mais reste sur le banc durant toute la partie. Il obtient finalement sa première sélection en Équipe de France le 11 octobre 2006 lors d'un match face aux Îles Féroé.
Le 7 mars 2008, Toulalan prolonge son contrat de deux ans avec l'OL et est désormais lié jusqu'en 2012 avec ce club. Il déclare : « Je me sens bien ici, l'OL m'a permis de rejoindre l'équipe de France et d'y rester ». Il est alors titulaire indiscutable à la fois en club, mais aussi en équipe de France, étant considéré comme un très grand travailleur de l'ombre de par ses nombreux kilomètres parcourus chaque match ainsi que sa régularité.
Au cours de la saison 2009-2010, il est appelé à occuper le poste de défenseur central à la suite des blessures intermittentes de Mathieu Bodmer, Jean-Alain Boumsong et Cris. Il réalise alors des prestations dignes de spécialistes, mais est reconduit au poste de milieu défensif dès que possible tant l'équipe a besoin de ses talents de récupérateur. 
Contre Liverpool en Ligue Des Champions, le 20 octobre 2009, à Anfield, il réalise encore des performances exceptionnelles en stoppant notamment les offensives des attaquants du club de la Mersey emmenés par Dirk Kuijt montrant une fois de plus cette polyvalence, son professionnalisme et son dévouement.
Cette polyvalence et cette régularité font réapparaître le nom de Toulalan dans la rubrique « transferts ». En effet, le joueur est suivi par de nombreux clubs européens. Mais Toulalan désire rester à Lyon et son président ne souhaite pas le laisser partir, tant il est indispensable à l'équipe.
Le 13 janvier 2010, après 160 matchs joués avec l'Olympique lyonnais, il marque enfin son premier but sous les couleurs lyonnaises après avoir touché de nombreuses fois les poteaux et les transversales. Son but intervient lors d'un match contre le Football Club de Metz en Coupe de la Ligue sur une tête. C'est seulement son troisième but dans sa carrière professionnelle. À noter que par la même occasion Toulalan devient ainsi le 300e buteur de l'histoire de l'Olympique lyonnais.
Le 17 mai 2010, le Français figure parmi les 23 joueurs sélectionnés par Raymond Domenech pour participer à la Coupe du monde de football en Afrique du Sud. Le parcours catastrophique de l'équipe de France durant cette compétition a eu un impact négatif sur le moral de Jérémy Toulalan. En effet, ce dernier a pensé mettre un terme à sa carrière en raison de la mauvaise image donnée de l'équipe de France. 
Une longue discussion avec son entraîneur Claude Puel et son président Jean-Michel Aulas l'a convaincu de poursuivre sa carrière. Il réalise en 2010-2011 sa dernière saison sous le maillot lyonnais.

#### Málaga CF (2011-2013)
Le 17 juin 2011, l'Olympique Lyonnais et le club espagnol du Málaga CF trouvent un accord pour le transfert de Jérémy Toulalan. Le montant du transfert est évalué à 11 M€. Il paraphe un contrat de 4 ans avec un salaire annuel de 4,2 millions d'euros.
Le 28 novembre 2011, lors de la victoire de Malaga contre Villarreal (2-1), il inscrit son premier but en Liga et récolte son premier carton rouge.

#### AS Monaco (2013-2016)
Le 6 juillet 2013, Toulalan fait son retour en France en s'engageant avec l'AS Monaco pour deux saisons, plus une en option, le transfert est estimé à 5 millions d'euros. Le 9 avril 2015, il prolonge son bail de deux saisons supplémentaires, il est ainsi lié au club de la principauté jusqu'en juin 2017.
Il dispute son premier match avec l'AS Monaco, le 10 août 2013, en déplacement à Bordeaux. Il devient rapidement l'un des hommes indispensables du dispositif de Claudio Ranieri. 
Le 21 février 2014, près de 10 ans après son dernier et unique but en Ligue 1, il inscrit l'un des trois buts monégasques face au Stade de Reims, victoire des rouges et blancs 3-2.

#### Girondins de Bordeaux (2016-2018)
Le 22 juin 2016, Toulalan rejoint les Girondins de Bordeaux libre à la fin de son contrat avec l'AS Monaco et signe un contrat de deux ans.
Le 18 janvier 2018, après l'éviction de Jocelyn Gourvennec du poste d'entraîneur, Toulalan demande une résiliation à l'amiable de son contrat, acceptée par la direction des Girondins de Bordeaux.

### En équipe nationale (2006-2010)
Passé par les équipes de France de jeunes, Jérémy Toulalan honore sa première sélection en équipe de France le 11 octobre 2006 lors d'une victoire 5-0 contre les Îles Féroé au Stade Bonal après avoir été appelé par Raymond Domenech. Barré par le duo de milieu défensif Claude Makélélé-Patrick Vieira, Toulalan se contente de quelques matchs et prend parfois la place du capitaine des Bleus, souvent blessé, durant les éliminatoires de l'Euro 2008 où il est assez régulier dans ses performances. Finalement forfait pour l'Euro, Vieira cède sa place poste pour poste à Jérémy Toulalan. Le Lyonnais dispute les trois matchs du premier tour aux côtés de Makélélé, les Bleus étant éliminés dès ce stade de la compétition. 
Claude Makélélé ayant pris sa retraite et Vieira enchaînant les blessures, Raymond Domenech décide de s'appuyer sur la nouvelle paire de milieux défensifs Toulalan - Lassana Diarra pour la campagne de qualification de la Coupe du monde 2010. Forfait pour le barrage contre l'Irlande où la France se qualifie, il fait partie du groupe retenu pour le Mondial 2010 en Afrique du Sud. Aligné lors des deux premiers matchs contre l'Uruguay et le Mexique avec Abou Diaby, Lassana Diarra s'étant blessé avant la compétition, il écope de deux cartons jaunes durant ces deux rencontres et est donc suspendu contre l’Afrique du Sud. Passé à côté de son Mondial comme l'ensemble de ses coéquipiers, Toulalan est même à l'origine de la grève de Knysna puisqu'il a alors demandé à son agent de rédiger le communiqué expliquant le choix des joueurs. 
Il a reconnu le 11 juillet 2010, dans Le Journal du dimanche, avoir participé activement à la grève de Knysna, lorsque les joueurs de l'équipe de France de football avaient refusé de s'entraîner, en guise de protestation à l'exclusion de Nicolas Anelka, lors du Mondial 2010 en Afrique du Sud. Il a, après coup, reconnu un manque de « lucidité et d'intelligence » quant à cette grève. Après enquête menée sur le Mondial 2010 de l'équipe de France, la commission de discipline de Fédération française de football l'a suspendu pour un match en équipe de France, sans toutefois motiver cette sanction. Il a choisi de reverser sa prime de la Coupe du monde 2010, qui s'élève à 107 000 euros, à un petit club du Finistère, le club de Plougonven à côté de Morlaix d’où était originaire sa grand mère. Cet argent a servi à l'amélioration de l'équipement et des infrastructures.  Le club avait un peu plus de 200 licenciés.
En 2013, il avoue être encore marqué par le fiasco du Mondial 2010 mais dit ne « rien regretter ». Après cette Coupe du monde, il ne souhaite plus jouer pour l'équipe de France et n'est donc pas rappelé par le nouveau sélectionneur Laurent Blanc ni par Didier Deschamps deux ans plus tard. Entre 2006 et 2010, il a accumulé 36 sélections en équipe de France A sous l'ère Raymond Domenech.
En avril 2016, il fait partie d'une liste de 58 joueurs sélectionnables en équipe de Bretagne, dévoilée par Raymond Domenech qui en est le nouveau sélectionneur.

## Statistiques détaillées

### En club
| Saison                | Club                  | Championnat           | Championnat | Championnat | Coupe nationale | Coupe nationale | Coupe de la Ligue | Coupe de la Ligue | Supercoupe | Supercoupe | Compétition(s) continentale(s) | Compétition(s) continentale(s) | Compétition(s) continentale(s) | Total | Total |
| Saison                | Club                  | Division              | M.          | B.          | M.              | B.              | M.                | B.                | M.         | B.         | Comp.                          | M.                             | B.                             | M.    | B.    |
| 2001-2002             | FC Nantes             | Division 1            | 1           | 0           | 0               | 0               | 0                 | 0                 | 0          | 0          | C1                             | 1                              | 0                              | 2     | 0     |
| 2002-2003             | FC Nantes             | Ligue 1               | 13          | 0           | 2               | 0               | 2                 | 0                 | -          | -          | -                              | -                              | -                              | 17    | 0     |
| 2003-2004             | FC Nantes             | Ligue 1               | 20          | 0           | 3               | 0               | 2                 | 0                 | -          | -          | CI                             | 2                              | 0                              | 27    | 0     |
| 2004-2005             | FC Nantes             | Ligue 1               | 31          | 1           | 2               | 0               | 2                 | 0                 | -          | -          | CI                             | 4                              | 0                              | 39    | 1     |
| 2005-2006             | FC Nantes             | Ligue 1               | 29          | 0           | 5               | 0               | 1                 | 0                 | -          | -          | -                              | -                              | -                              | 35    | 0     |
| Sous-total            | Sous-total            | Sous-total            | 94          | 1           | 12              | 0               | 8                 | 0                 | 0          | 0          | -                              | 7                              | 0                              | 121   | 1     |
| 2006-2007             | Olympique lyonnais    | Ligue 1               | 32          | 0           | 1               | 0               | 4                 | 0                 | 1          | 0          | C1                             | 7                              | 0                              | 45    | 0     |
| 2007-2008             | Olympique lyonnais    | Ligue 1               | 30          | 0           | 4               | 0               | 1                 | 0                 | 1          | 0          | C1                             | 5                              | 0                              | 41    | 0     |
| 2008-2009             | Olympique lyonnais    | Ligue 1               | 33          | 0           | 2               | 0               | 0                 | 0                 | 1          | 0          | C1                             | 8                              | 0                              | 44    | 0     |
| 2009-2010             | Olympique lyonnais    | Ligue 1               | 31          | 0           | 1               | 0               | 2                 | 1                 | -          | -          | C1                             | 11                             | 0                              | 45    | 1     |
| 2010-2011             | Olympique lyonnais    | Ligue 1               | 28          | 0           | 2               | 0               | 0                 | 0                 | -          | -          | C1                             | 5                              | 0                              | 35    | 0     |
| Sous-total            | Sous-total            | Sous-total            | 154         | 0           | 10              | 0               | 7                 | 1                 | 3          | 0          | -                              | 36                             | 0                              | 210   | 1     |
| 2011-2012             | Málaga CF             | Liga                  | 25          | 3           | 4               | 0               | -                 | -                 | -          | -          | -                              | -                              | -                              | 29    | 3     |
| 2012-2013             | Málaga CF             | Liga                  | 19          | 0           | 1               | 0               | -                 | -                 | -          | -          | C1                             | 9                              | 0                              | 29    | 0     |
| Sous-total            | Sous-total            | Sous-total            | 44          | 3           | 5               | 0               | -                 | -                 | -          | -          | -                              | 9                              | 0                              | 58    | 3     |
| 2013-2014             | AS Monaco             | Ligue 1               | 29          | 1           | 5               | 0               | 1                 | 0                 | -          | -          | -                              | -                              | -                              | 35    | 1     |
| 2014-2015             | AS Monaco             | Ligue 1               | 28          | 0           | 4               | 0               | 2                 | 0                 | -          | -          | C1                             | 8                              | 0                              | 42    | 0     |
| 2015-2016             | AS Monaco             | Ligue 1               | 25          | 0           | 1               | 0               | 1                 | 0                 | -          | -          | C1+C3                          | 4+5                            | 0                              | 36    | 0     |
| Sous-total            | Sous-total            | Sous-total            | 82          | 1           | 10              | 0               | 4                 | 0                 | -          | -          | -                              | 17                             | 0                              | 113   | 1     |
| 2016-2017             | Girondins de Bordeaux | Ligue 1               | 30          | 0           | 3               | 0               | 3                 | 0                 | -          | -          | -                              | -                              | -                              | 36    | 0     |
| 2017-2018             | Girondins de Bordeaux | Ligue 1               | 21          | 0           | 1               | 0               | 1                 | 0                 | -          | -          | C3                             | 2                              | 0                              | 25    | 0     |
| Sous-total            | Sous-total            | Sous-total            | 51          | 0           | 4               | 0               | 4                 | 0                 | -          | -          | -                              | 2                              | 0                              | 61    | 0     |
| Total sur la carrière | Total sur la carrière | Total sur la carrière | 425         | 5           | 41              | 0               | 23                | 1                 | 3          | 0          | -                              | 71                             | 0                              | 563   | 6     |

### En sélection
| Sélection | Année | Statistiques | Statistiques |
| Sélection | Année | Matchs       | Buts         |
| --------- | ----- | ------------ | ------------ |
| France A  | 2006  | 1            | 0            |
| France A  | 2007  | 8            | 0            |
| France A  | 2008  | 13           | 0            |
| France A  | 2009  | 8            | 0            |
| France A  | 2010  | 6            | 0            |
| France A  | Total | 36           | 0            |

Mis à jour le 7 juillet 2013

## Palmarès

### En club
| - FC Nantes - Coupe de la Ligue : - Finaliste : 2004 |  | - Olympique lyonnais - Championnat de France : - Vainqueur : 2007 et 2008 - Vice-champion : 2010 - Coupe de France : - Vainqueur : 2008 - Coupe de la Ligue : - Finaliste : 2007 - Trophée des champions : - Vainqueur : 2006 et 2007 |  | - AS Monaco - Championnat de France : - Vice-champion : 2014 |

### Distinctions personnelles
- Meilleur Espoir de la Ligue 1 aux trophées UNFP 2005.
- Nommé dans l'équipe type de Ligue 1 aux trophées UNFP 2008.
- Nommé pour le trophée du meilleur joueur de Ligue 1 aux trophées UNFP 2008.